# Sequel
Sequel neboli pokračování je výpravné, dokumentární či jiné literární, filmové, divadelní nebo hudební dílo, které pokračuje v příběhu (případně ho rozšiřuje o další prvky) některého dříve vydaného díla. V běžném kontextu výpravného díla s fiktivním příběhem zobrazuje sequel události v témže universu (prostředí, světě) jako předcházející dílo, po němž většinou v chronologii tohoto universa následuje.
V mnoha případech pokračuje sequel v příběhových prvcích předcházejícího díla, často též se stejnými postavami. Více sequelů poté vede k sériím (filmovým), v nichž se tyto shodné prvky vyskytují v řadě navazujících děl.
Z výrazu sequel vychází několik neologismů podle chronologie universa následně vydaného díla, jedná se o prequel (dílo vydané později, ovšem dějově předcházející), interquel a midquel. Dalšími podobnými pojmy je parallel, spin-off a reboot.
Typickým příkladem sequelu je například film Základní instinkt 2 navazující na snímek Základní instinkt.